# Kutinska Slatina
Kutinska Slatina is een plaats in de gemeente Kutina in de Kroatische provincie Sisak-Moslavina. De plaats telt 617 inwoners (2001).